# Société botanique de France
Die Société botanique de France (SBF, deutsch: Französische Botanische Gesellschaft) ist eine in 1854 gegründete französische Gelehrtengesellschaft, die unter anderem die Zeitschrift Botany Letters und das Journal de Botanique herausgibt.

## Geschichte
Die Société botanique de France wurde am 23. April 1854 gegründet; die Initiative zur Gründung erfolgte bei der Zusammenkunft folgender 15 Botaniker am 12. März 1854:
- Antoine François Passy (1792–1873).
- Adolphe Brongniart (1801–1876), Professor am Muséum national d’histoire naturelle.
- Joseph Decaisne (1807–1882), Professor am Muséum national d’histoire naturelle.
- Alfred Moquin-Tandon (Christian Horace Bénédict Alfred Moquin-Tandon; Pseudonym Alfred Frédol; 1804–1863), französischer Zoologe, Botaniker, Naturhistoriker, Arzt und Publizist.
- Hippolyte François Jaubert (1798–1874).
- Louis Graves (1791–1857), Generalforstdirektor.
- Vicomte de Noé.
- Timothée Puel (1812–1890).
- Charles-Philippe Robin (1821–1885).
- Alphonse Maille (1813–1865).
- Ernest Saint-Charles Cosson (1819–1889).
- Pierre Étienne Simon Duchartre (1811–1894).
- Wladimir de Schoenefeld (1816–1875).
- Adolphe De Bouis (1804–1878), Doktor der Medizin.
- Jacques Nicolas Ernest Germain de Saint-Pierre (1814–1882).

## Publikationen
Die Société botanique de France veröffentlicht die dreimal jährlich erscheinenden Acta botanica sowie das Journal de Botanique.

## Präsidenten
Aktueller Präsident (Stand November 2014) ist Marc-André Selosse. Hier eine Liste der Präsidenten der Société botanique de France bis 1954:
- 1854: Adolphe Théodore Brongniart (1801–1876).
- 1855: Joseph Decaisne (1807–1882).
- 1856: Antoine François Passy (1792–1873).
- 1857: Christian Horace Bénédict Alfred Moquin-Tandon (1804–1863).
- 1858: Hippolyte François Jaubert (1798–1874).
- 1859: Pierre Étienne Simon Duchartre (1811–1894).
- 1860: Joseph Decaisne (1807–1882) (zweites Mandat).
- 1861: Adolphe Théodore Brongniart (1801–1876) (zweites Mandat).
- 1862: Gaspard Adolphe Chatin (1813–1901).
- 1863: Ernest Saint-Charles Cosson (1819–1889).
- 1864: Jacques Alix Ramond-Gontaud (1810–1897).
- 1865: Adolphe Théodore Brongniart (1801–1876) (drittes Mandat).
- 1866: Comte Hippolyte François Jaubert (1798–1874) (zweites Mandat).
- 1867: Joseph Decaisne (1807–1882) (drittes Mandat).
- 1868: Pierre Étienne Simon Duchartre (1811–1894) (zweites Mandat).
- 1869: Antoine Lasègue (1793–1873).
- 1870–1871: Jacques Nicolas Ernest Germain de Saint-Pierre (1814–1882).
- 1872: François Simon Cordier (1797–1874).
- 1873: Joseph Decaisne (1807–1882) (viertes Mandat).
- 1874: Antoine Laurent Apollinaire Fée (1789–1874).
- 1875: Louis Édouard Bureau (1830–1918).
- 1876: Pierre Étienne Simon Duchartre (1811–1894) (drittes Mandat).
- 1877: Jules De Seynes (1833–1912).
- 1878: Gaspard Adolphe Chatin (1813–1901) (zweites Mandat).
- 1879: Édouard Ernest Prillieux (1829–1915).
- 1880: Ernest Saint-Charles Cosson (1819–1889) (zweites Mandat).
- 1881: Philippe Édouard Léon Van Tieghem (1839–1914).
- 1882: Jean-Baptiste Édouard Bornet (1828–1911).
- 1883: Louis Édouard Bureau (1830–1918) (zweites Mandat).
- 1884: Pierre Étienne Simon Duchartre (1811–1894) (viertes Mandat).
- 1885: Émile Bescherelle (1828–1903).
- 1886: Gaspard Adolphe Chatin (1813–1901) (drittes Mandat).
- 1887: Jules De Seynes (1833–1912) (zweites Mandat).
- 1888: Pierre Étienne Simon Duchartre (1811–1894) (fünftes Mandat).
- 1889: Charles Philippe Henry Levêque de Vilmorin (1843–1899).
- 1890: Gaston Eugène Marie Bonnier (1853–1922).
- 1891: Ernest Roze (1833–1900).
- 1892: Édouard Ernest Prillieux (1829–1915) (zweites Mandat).
- 1893: Pierre Étienne Simon Duchartre (1811–1894) (sechstes Mandat).
- 1894: Jean-Louis-Léon Guignard (1852–1928).
- 1895: Philippe Édouard Léon Van Tieghem (1839–1914) (zweites Mandat).
- 1896: Gaspard Adolphe Chatin (1813–1901) (viertes Mandat).
- 1897: Marie Maxime Cornu (1843–1901).
- 1898: Adrien René Franchet (1834–1900).
- 1899: Charles René Zeiller (1847–1915).
- 1900: Emmanuel Drake del Castillo (1855–1904).
- 1901: Jean Louis Émile Boudier (1828–1920).
- 1902: Louis Édouard Bureau (1830–1918) (drittes Mandat).
- 1903: Gaston Eugène Marie Bonnier (1853–1922) (zweites Mandat).
- 1904: Charles René Zeiller (1847–1915) (zweites Mandat).
- 1905: Louis Édouard Bureau (1830–1918) (viertes Mandat).
- 1906: Louis Jules Ernest Malinvaud (1836–1913).
- 1907: Julien Noël Costantin (1857–1936).
- 1908: Antoine Magnin (1848–1926).
- 1909: Édouard Ernest Prillieux (1829–1915).
- 1910: Henri Lecomte (1856–1934).
- 1911: Auguste Louis Maurice Levêque de Vilmorin (1849–1918).
- 1912: Charles René Zeiller (1847–1915) (drittes Mandat).
- 1913: Louis Gustave Chauveaud (1859–1933).
- 1914–1918: Pierre Clément Augustin Dangeard (1862–1947).
- 1919: Roland-Napoléon Bonaparte (1858–1924).
- 1920: Désiré Georges Jean Marie Bois (1856–1946).
- 1921: Antoine Magnin (1848–1926) (zweites Mandat).
- 1922: Paul Guérin (1868–1947).
- 1923: Marin Molliard (1866–1944).
- 1924: Émile Constant Perrott (1867–1951).
- 1925: Louis Lutz (1871–1952).
- 1926: Paul Robert Hickel (1865–1935).
- 1927: Georges Fron (1870–1957).
- 1928: Louis Gustave Chauveaud (1859–1933).
- 1929: Auguste Jean Baptiste Chevalier (1873–1956).
- 1930: Louis Florimond Blaringhem (1878–?).
- 1931: Désiré Georges Jean Marie Bois (1856–1946) (zweites Mandat).
- 1932: Marie Antoine Alexandre Guilliermond (1876–1945).
- 1933: Raoul Combes (1883–1964).
- 1934: François Gagnepain (1866–1952).
- 1935: André Guillaumin (1885–1974).
- 1936: Georges Hibon (1868–1951).
- 1937: Pierre Allorge (1891–1944).
- 1938: Étienne Charles René Souèges (1876–1967).
- 1939: Samuel Buchet (1875–1956).
- 1940–1944: Jean-Henri Humbert (1887–1967).
- 1945: André Maublanc (1880–1958).
- 1946: Philibert Guinier (1876–1962).
- 1947: Raymond Benoist (1881–1970).
- 1948: Roger Heim (1900–1979).
- 1949–1950: Pierre Chouard (1903–1983).
- 1951–1952: André Aubréville (1897–1982).
- 1953–1954: Roger Philippe Vincent de Vilmorin (1905–1980).